# Balaklava (ruhadarab)

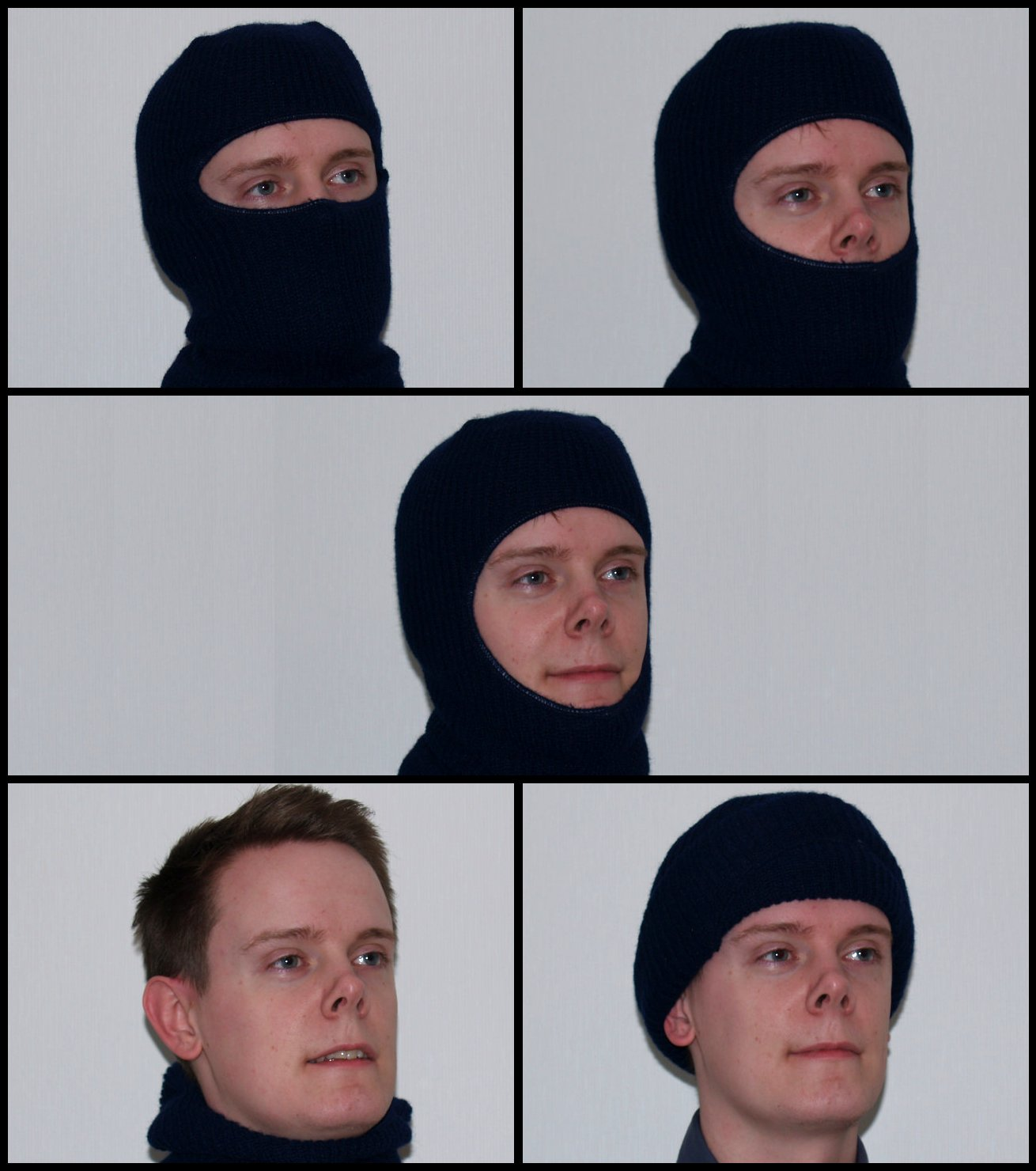
Egészarc-nyílású változat különböző viselési módjai

A balaklava, símaszk vagy  álcasapka az arc eltakarására szolgáló fejfedő. A modelltől és viselési módtól függően lehet úgy alakítani, hogy csak a szemek, a száj és az orr is, vagy pedig az egész arc látható legyen. Az egészarc-nyílású változatot fel lehet úgy göngyölíteni, hogy sapkát, nyakörvet vagy sálat képezzen.
Nevét a krími háború egyik ütközetéről, a Szevasztopol közelében fekvő Balaklava melletti csatáról kapta, itt használták először a brit csapatok a csípős hideg ellen.

## Története
Az eredeti balaklava gyapjúfonalból készült kötöttáru. Modern változata olyan anyagokból (természetes és mesterséges szálasanyagokból) és olyan kelmeszerkezettel készül, ami nem akadályozza a könnyű lélegzést és elvezeti a lélegzéssel kiáramló párát.
A krími háború alatt, 1854-ben, kézi kötésű maszkokat (balaklavákat) küldtek a brit katonáknak, hogy azok így védekezhessenek a kemény hideg ellen. A csapatok kérték ezeket, tudván, hogy a hadsereg saját ellátásából a meleg ruha, az időjárásálló szállás és az élelmiszer soha nem nem érkezik meg időben.
Richard Rutt, History of Handknitting (A kézi kötés története) könyve szerint a balaklavasisak nevet nem használták a háborúban; csak sokkal később, 1881-ben tesznek róla említést, és a név ezután terjedt el. A 19. században ulánus sapka vagy templomos sapka néven ismerték.

## Használata

### Meleg és biztonság

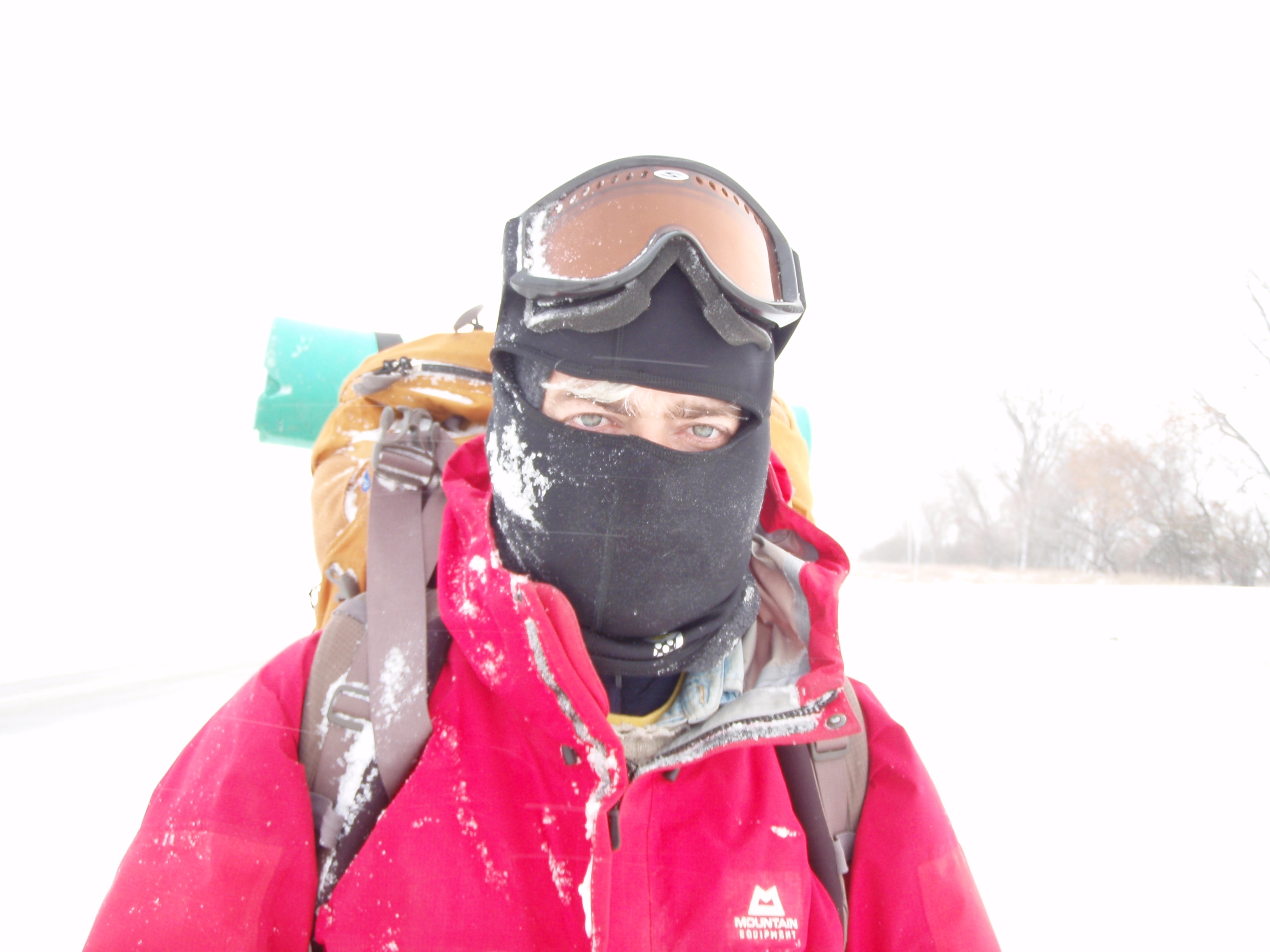
Colin Skinner hóviharban, Észak-Dakota, 2009

Modern símaszkokat manapság főleg a télisportokban használják, az arc megvédésére a hidegtől és széltől. Szintén népszerű a motorkerékpárosok körében. 
A tűzoltók egy tűzálló változatot viselnek, amelynél az egészarc-nyílást a légzőmaszk takarja.
Villamossági dolgozók gyakran használnak, a többi védőöltözék mellett, egy ívfénytől védő változatot, amikor feszültség alatt dolgoznak.
Az autóversenyzők a Nemzetközi Automobil Szövetség által jóváhagyott versenyeken kötelesek égésgátló anyagból készült balaklavát, símaszkot hordani a sisakjuk alatt.

### Katonaság és rendőrség

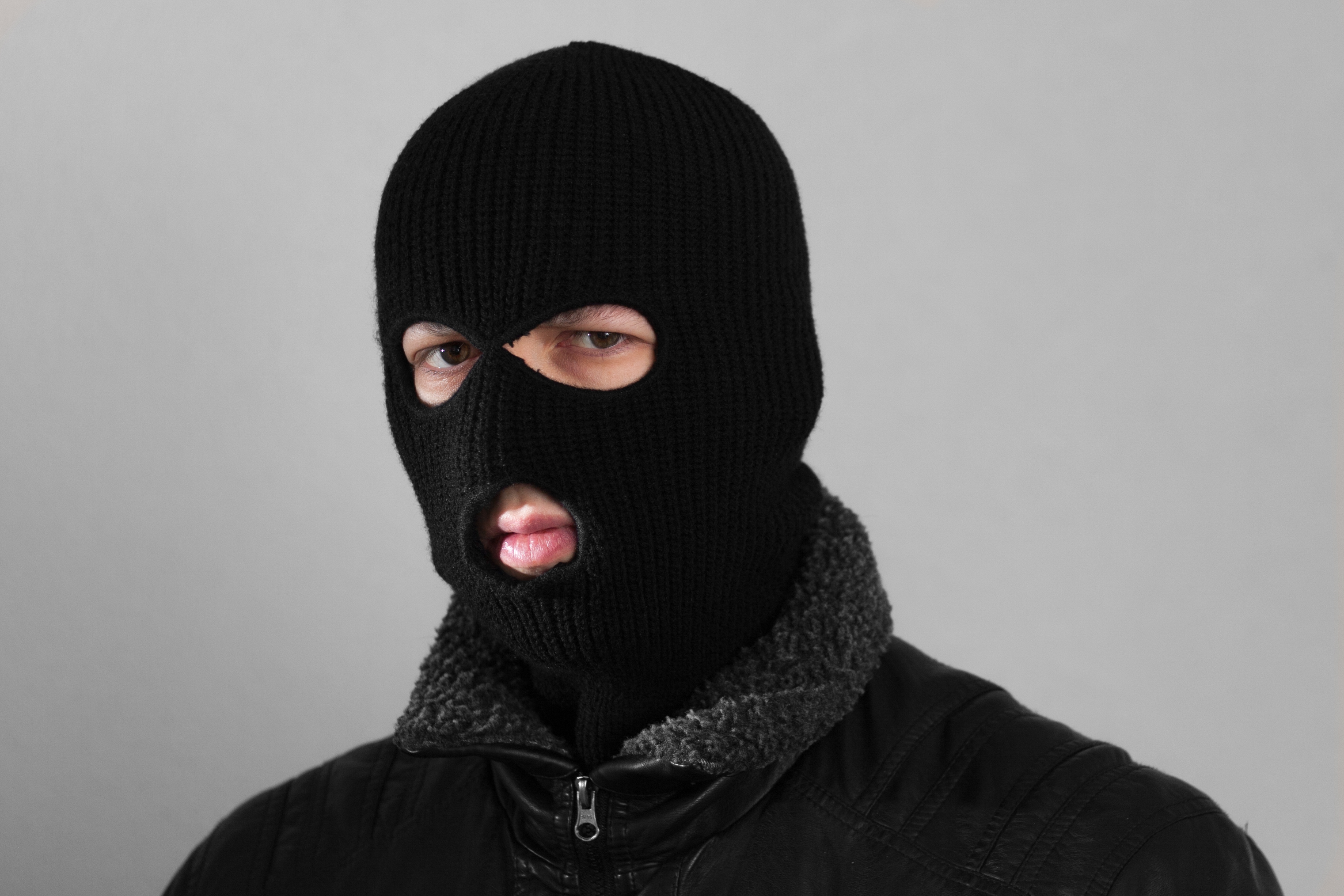
Három lyukú kommandós balaklava

Az indiai szubkontinensen a balaklavát általában majomsapkának (monkey caps) nevezik a tipikus földtónusú színeiért, és mivel eltakarja a legtöbb emberi arcvonást. A sapkákat a tetejükön néha kis bojtokkal díszítik. A katonák főleg himalájai gyakorlatokon viselik a hideg ellen.
Az amerikai tengerészgyalogosok 2010 körül  kezdték használni a csuklós, tűzálló arcvédővel ellátott maszkokat.
A balaklava a Szovjetunióban a belügyminisztérium különleges rendeltetésű mobil egységének (az OMON-nak) alapfelszereléséhez tartozik az 1980-as évek végétől. Az eredeti szándék az volt, hogy meggátolja az ügynökök azonosítását, és ezáltal azok elkerüljék a megfélemlítést a szervezett bűnözők részéről. A szervezett bűnözés megnövekedésével a 90-es években egyre gyakoribbak lettek a TV-felvételek felfegyverzett, fekete balaklavás emberekkel. Később a szervezett bűnözés csökkent, azonban a balaklava használata nem, mivel a fejfedő nemcsak az identitás védelmét szolgálja, hanem a megfélemlítés eszközévé is vált, hiszen eltitkolja a viselő arckifejezéseit, és megnehezíti a pozitív azonosítást. Az orosz rendőrség gyakran végez úgynevezett fehérgalléros razziákat (hivatalok ellen), és a rendőrök ilyenkor balaklavát viselnek.

### Álcázás

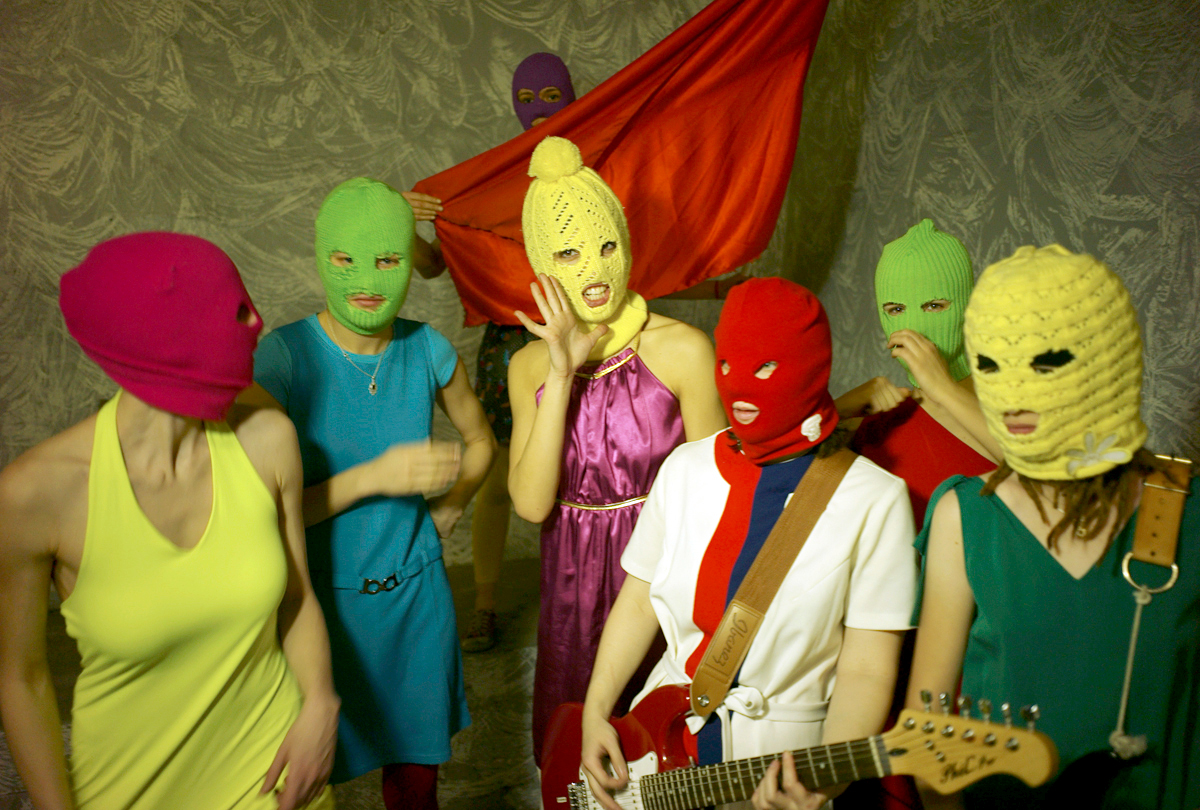
Pussy Riot punk-rock együttes

A balaklavát használják álcaként törvényellenes akciókban, vagy hivatásszerűen, mint például a SWAT és más különleges alakulatoknál. Szintén gyakran használják nem reguláris katonai egységek és paramilitáris szervezetek az identitásuk eltitkolására, de használják azonosító jelképeként az ilyen csoportosulásoknak. Az IRA ismert volt arról, hogy a tagjai mindig maszkban jelentek meg.
Bűnözők illetve bűnözői csoportok tagjainak körében elterjedt módszer a bűncselekmények (például betörés, rablás, stb) elkövetésekor símaszkot húzni a fejükre, hogy az esetleges szemtanúk előtt illetve kamerafelvételeken ne legyenek felismerhetők.
A brit rendőrség elkobozta a War on Terror társasjátékot, mert a csomag tartalmazott egy balaklavát is, amit a rendőri szervek használhatónak ítéltek meg egy esetleges bűntény elkövetésénél.
A Pussy Riot orosz feminista punk-rock együttes tagjai színes balaklavát viselnek különböző tiltakozó fellépéseiken. Marseille-ben, 2012 augusztusában, a rendőrség őrizetbe vette néhány maszkos szimpatizánsukat, mivel Franciaországban nyilvános helyen tilos az arc eltakarása.
A TISM (This Is Serious Mum) ausztrál együttes tagjai minden fellépésükön balaklavát viselnek, hogy eltitkolják kilétüket.

## Fordítás
- Ez a szócikk részben vagy egészben  a   Balaclava című angol Wikipédia-szócikk fordításán alapul.  Az eredeti cikk szerkesztőit annak laptörténete sorolja fel. Ez a jelzés csupán a megfogalmazás eredetét és a szerzői jogokat jelzi, nem szolgál a cikkben szereplő információk forrásmegjelöléseként.